# Batracomorphus orithyia
Batracomorphus orithyia är en insektsart som beskrevs av Knight 1983. Batracomorphus orithyia ingår i släktet Batracomorphus och familjen dvärgstritar. Inga underarter finns listade i Catalogue of Life.